# Кристофер Нолан
Сер Кристофер Едвард Нолан (енгл. Sir Christopher Edward Nolan; Лондон, 30. јул 1970) америчко-британски је филмски режисер, сценариста и продуцент. 
Први дугометражни филм Праћење (енгл. Following) Нолан је снимо 1998. године са буџетом од свега 6.000 долара, али је пажњу јавности привукао тек две године касније психолошким трилером Мементо. Успех овог филма независне продукције пружио му је шансу да режира високобуџетни трилер Несаница (енгл. Insomnia) из 2002. године, а потом и Престиж (енгл. The Prestige) из 2006.
Светска слава дошла је са блокбастером Бетмен почиње (енгл. Batman Begins), првим делом Бетмен трилогије, који је наишао на добар пријем код критичара и публике, као и наставци Мрачни витез (енгл. The Dark Knight) из 2008. и Успон мрачног витеза (енгл. The Dark Knight Rises) из 2012. године. Нолановим најзначајнијим филмом у досадашњој каријери сматра се научнофантастични трилер Почетак (енгл. Inception) из 2010. године који му је донео две номинације за Оскара и бројне друге награде. 
Такође, његови филмови Међузвездани (енгл. Interstellar) из 2014. и Денкерк (енгл. Dunkirk) из 2017. године доста су хваљени од стране филмских критичара. Нолан је сценариста и продуцент већине својих филмова, а заједно са супругом Емом Томас управља продукцијском компанијом Синкопи са седиштем у Лондону. Многи критичари и режисери сматрају га једним од најзначајнијих и најиновативнијих савремених филмских стваралаца.

## Стварање
Ноланови филмови обично су укорењени у епистемолошким и метафизичким темама, истражујући људски морал, изградњу времена и кобну природу памћења и личног идентитета. Његов рад прожет је материјалистичким перспективама, неконвенционалним наративним структурама, пресецима, практичним специјалним ефектима, експерименталним звучним сценама, снимцима великог формата и аналогним односима визуелног језика и наративних елемената. Теоретичар филма Дејвид Бордвел сматра да је Нолан способан да стопи своје „експерименталне импулсе” са захтевима индустрије забаве, као и да Нолан „експериментише са кинематографским временом техникама субјективне тачке гледишта и пресецања”.

## Награде и признања
Током своје каријере, Нолан је освојио бројне награде и признања. Његових десет филмова зарадило је 4,7 милијарди долара широм света, а донело му је 34 номинације за Оскара, као и 10 награда Оскар. Часопис Тајм га је прогласио једним од 100 најутицајнијих људи на свету 2015. године, а 2019. године је одликован Орденом Британског Царства за своје доприносе филмографији.

## Филмографија
| Година | Филм                                     | Изворни назив                      | Позиција | Позиција  | Позиција   | Награде                                                                                         | Реф           |
| Година | Филм                                     | Изворни назив                      | Режисер  | Продуцент | Сценариста | Награде                                                                                         | Реф           |
| ------ | ---------------------------------------- | ---------------------------------- | -------- | --------- | ---------- | ----------------------------------------------------------------------------------------------- | ------------- |
| 1998.  | Праћење                                  |                                    | Да       | Да        | Да         |                                                                                                 | [ 9 ] [ 10 ]  |
| 2000.  | Мементо                                  |                                    | Да       | Не        | Да         | Награда Спирит за најбољи филм Награда Спирит за најбољег режисера                              | [ 9 ] [ 10 ]  |
| 2002.  | Несаница                                 |                                    | Да       | Не        | Не         |                                                                                                 | [ 11 ]        |
| 2005.  | Бетмен почиње                            |                                    | Да       | Не        | Да         |                                                                                                 | [ 9 ] [ 10 ]  |
| 2006.  | Престиж                                  |                                    | Да       | Да        | Да         |                                                                                                 | [ 9 ] [ 10 ]  |
| 2008.  | Мрачни витез                             |                                    | Да       | Да        | Да         | Награда Америчког филмског института за филм године                                             | [ 9 ] [ 10 ]  |
| 2010.  | Почетак                                  |                                    | Да       | Да        | Да         | Оскар за најбољи филм Награда Америчког филмског института за филм године БАФТА за најбољи филм | [ 9 ] [ 10 ]  |
| 2012.  | Успон мрачног витеза                     |                                    | Да       | Да        | Да         | Награда Америчког филмског института за филм године                                             | [ 9 ] [ 10 ]  |
| 2013.  | Човек од челика                          |                                    | Не       | Да        | Да         |                                                                                                 | [ 9 ] [ 12 ]  |
| 2014.  | Виртуелна свест                          |                                    | Не       | Да        | Не         |                                                                                                 | [ 9 ] [ 10 ]  |
| 2014.  | Међузвездани                             |                                    | Да       | Да        | Да         |                                                                                                 | [ 9 ] [ 10 ]  |
| 2016.  | Бетмен против Супермена: Зора праведника | Batman v Superman: Dawn of Justice | Не       | Да        | Не         |                                                                                                 | [ 9 ] [ 10 ]  |
| 2017.  | Денкерк                                  |                                    | Да       | Да        | Да         |                                                                                                 | [ 9 ] [ 10 ]  |
| 2017.  | Лига правде                              |                                    | Не       | Да        | Не         |                                                                                                 | [ 9 ] [ 10 ]  |
| 2020.  | Тенет                                    | Tenet                              | Да       | Да        | Да         |                                                                                                 | [ 13 ] [ 14 ] |
| 2023.  | Опенхајмер                               | Oppenheimer                        | Да       | Да        | Да         |                                                                                                 | [ 15 ]        |
| 2026.  | Одисеја                                  | The Odyssey                        | Да       | Да        | Да         |                                                                                                 | [ 16 ]        |